# وورونگتس (شهرستان بیاوا پودلاسکا)
وورونگتس (به لاتین: Woroniec) یک روستا در لهستان است که در گمینا بیاوا پودلاسکا واقع شده‌است. وورونگتس ۴۲۰ نفر جمعیت دارد.